# Карликовая акулка
Карликовая акулка, или карликовая акула (лат. Euprotomicrus bispinatus) — вид акул из семейства далатиевых, единственный в одноимённом роде (Euprotomicrus). Это одни из самых маленьких известных акул, их длина достигает лишь 26,5 см; сопоставимую длину имеют Etmopterus perryi (являющаяся, возможно, самой маленькой), карликовая колючая акулка (Squaliolus laticaudus), индийская ленточная акула (Eridacnis radcliffei). Распространены повсеместно в тропических и умеренных водах Индийского, Тихого и Атлантического океанов. Эти акулы размножаются яйцеживорождением.

## Таксономия и филогенез
Впервые вид научно описан в 1824 году. Голотип представляет собой неполовозрелого самца длиной 19,6 см. Название рода происходит от древнегреческих слов εὖ — «хорошо», πρώτος — «первый» и  — «маленький».

## Ареал
Карликовые акулки обитают в умеренных и тропических водах по всему миру. В центрально-южной Атлантике они встречаются у острова Вознесения, к востоку от острова Фернанду-ди-Норонья (Бразилия) и в западной части Мыса Доброй Надежды. В южной части Индийского океана они попадаются от Мадагаскара до Западной Австралии. В центрально-южной части Тихого океана карликовые акулки населяют воды между Новой Зеландией, островами Феникс и побережьем Чили. В центрально-северной и восточной части Тихого океана они встречаются от островов Мидуэй и Гавайских островов до прибрежных вод Калифорнии (США).
Эти акулы ведут мезо- и эпипелагический образ жизни (они попадаются от поверхностных вод до глубины 300 м). Кроме того, в открытом океане они опускаются на глубины от 1829 до 9938 м. Ночью они могут подниматься на поверхность воды, а днём погружаются в толщу водяного столба. В ходе суточных миграций они могут преодолевать свыше 1500 м в один конец.

## Описание
У карликовых акулок вытянутое туловище с закруглённым, выпуклым рылом и крупными, круглыми глазами. Позади глаз имеются брызгальца. Длина рыла составляет около 2/5 длины головы, но она короче расстояния от рта до основания грудных плавников. Жаберные щели очень маленькие. Ноздри обрамлены короткими кожаными лоскутами, не образующими усиков. Губы тонкие, без бахромы. Верхние и нижние зубы сильно отличаются друг от друга. Верхние зубы меньше нижних. Они оснащены узким остриём, края гладкие. Нижние подобны лезвиям, смыкаются между собой, края гладкие. На верхней челюсти расположено 29, а на нижней — 34 зубных ряда. Верхние иглообразные зубы меньше нижних, нижние зубы треугольной формы. Их основания сцеплены между собой и образуют непрерывную режущую поверхность. Толстые губы покрыты бахромой, они не приспособлены для присасывания. Имеются 5 пар длинных жаберных щелей, которые возрастают по размеру с первой по пятую пару. Шипы у основания спинных плавников отсутствуют. Первый спинной крошечного размера и намного меньше второго. Его основание расположено перед основанием брюшных плавников. Длина основания второго спинного плавника в 4 раза превосходит длину основания первого. Грудные плавники округлой формы. Анальный плавник отсутствует. Хвостовой плавник почти симметричен, обе лопасти широкие и закруглённые. Прекаудальная выемка и проходящий посередине брюха киль отсутствуют. Имеются латеральные кили. Тело покрыто плоскими плакоидными чешуйками с гладкими краями. Окрас почти чёрного цвета, плавники имеют заметную светлую окантовку. Брюхо люминесцирует. Максимальная зарегистрированная длина составляет 27 см.

## Биология
Карликовые акулки размножаются яйцеживорождением, в помёте до 8 детёнышей длиной около 6 см. Самцы достигают половой зрелости при длине 17—19 см, а самки — 22—23 см. Рацион состоит из костистых рыб, глубоководных кальмаров и ракообразных.

## Взаимодействие с человеком
Карликовые акулки практически не попадаются в сети из-за небольшого размера и специфичной среды обитания. Международный союз охраны природы присвоил этому виду статус сохранности «Вызывающий наименьшие опасения».